# テレフォール酸
テレフォール酸（テレフォールさん、thelephoric acid、テレホル酸）は、Omphalotus subilludensやカラスタケ（Polyozellus multiplex）といったいくつかの菌類に見られるテルフェニルキノン色素である。テレフォール酸は、アルツハイマー病においてタンパク質（具体的にはアミロイド前駆体タンパク質）を切断する役割を持つ酵素であるプロリルエンドペプチダーゼを阻害することが明らかにされている。